# Narrandera Airport
Narrandera Airport är en flygplats i Australien. Den ligger i kommunen Narrandera och delstaten New South Wales, i den sydöstra delen av landet, omkring 440 kilometer väster om delstatshuvudstaden Sydney.
Trakten runt Narrandera Airport är nära nog obefolkad, med mindre än två invånare per kvadratkilometer.. Närmaste större samhälle är Narrandera, nära Narrandera Airport. 
Trakten runt Narrandera Airport består till största delen av jordbruksmark. Genomsnittlig årsnederbörd är 581 millimeter. Den regnigaste månaden är februari, med i genomsnitt 83 mm nederbörd, och den torraste är oktober, med 24 mm nederbörd.